# 巴西万岁运动
巴西萬歲運動 （葡萄牙語：Movimiento Viva Brasil）簡稱MVB，是一個總部位於巴西的非政府組織，它主張與衛冕守法公民擁有合法槍支的權利及為射擊運動與合法槍支的收藏活動辯護。

## 主要活動
該組織因參與巴西2005禁槍公投“反對禁槍”活動後 於巴西名聲大振，並從那時起成為巴西守法公民擁有合法槍支權利的主要代表組織之一。

## 會長
現任會長是一名律師，教授 巴博薩(Bene Barbosa)博士

## 外部連結
- 巴西萬歲運動全球資訊網 (葡萄牙語)[永久]
- Brazilians reject gun sales ban